# Subidón
«Subidón» es el título de una balada interpretada por la cantante mexicana Fey, publicado como el séptimo sencillo de su segundo álbum de estudio Tierna la noche (1996).
La canción guarda alguna similitud con el tema "I like chopin" del italiano Gazebo.

## Lanzamiento
Tras el éxito de su álbum, se decide lanzar esta balada como sencillo a finales del año 1997

## Videoclip
Se graba un clip para la canción bajo la dirección de Pedro Torres, este sería el segundo y último vídeo del álbum. Se tomó como escenario la Pista de Hielo de San Jerónimo en México. Tuvo como protagonistas a la misma Fey con el actor Daniel Martínez, la trama es la perseverancia de una alumna que termina enamorándose de su entrenador.

## Promoción y éxito
Con este tema, Fey nuevamente logra ingresar a las listas de popularidad en toda Latinoamérica. Subidón le sigue a Azúcar amargo con más semanas en la lista de los Billboards. Su videoclip logra ganar sus nominaciones en los Premios Eres de 1997 como mejor vídeo mexicano.
El tema ha sido cantado en su tour "Tierna la noche" (1997), en el "Tour de los sueños" (1999). Justamente en este tour , Fey sorprendió a sus fanes cuando al cantar el tema esta se elevaba en el escenario, aludiendo las partes de la canción donde se dice Subidón además de que en el año 2013 lo interpreta en el "Tour Todo Lo Que Soy" en su bloque acústico.

## Lista de canciones
| CD, Single |           |                                |          |  |
| N.º        | Título    | Escritor(es)                   | Duración |  |
| 1.         | «Subidón» | David Boradoni/ Mario Ablanedo | 3:57     |  |

## Posición en listas

### Charts (1997)
| Chart (1997)              | Posición más alta |
| ------------------------- | ----------------- |
| Argentina Top 100         | 8                 |
| Charts Bolivia            | 1                 |
| Chile Singles Charts      | 4                 |
| Colombia Singles Charts   | 1                 |
| Monitor Latino (México)   | 1                 |
| Perú Top Singles          | 1                 |
| Venezuela Top 100         | 1                 |
| Billboard Latin Songs     | 20                |
| Billboard Latin Pop Songs | 7                 |

## Certificaciones
| País              | Certificaciones | Ventas  |
| ----------------- | --------------- | ------- |
| México (AMPROFON) | Oro             | 150,000 |

- Basado en número de CD vendidos.